# 1906 aux États-Unis
Pour des articles plus généraux, voir Chronologie des États-Unis et 1906.
Chronologie des États-Unis
- 1902
- 1903
- 1904
- 1905
- 1906
- 1907
- 1908
- 1909
- 1910

Cette page concerne des événements d'actualité qui se sont produits durant l'année 1906 du calendrier grégorien aux États-Unis.

## Événements
- Février[1] :  convention sur l’égalité des droits en Géorgie. Elle rend hommage aux 260 Noirs lynchés depuis 1885. Elle réclame le droit de vote et le droit de participer à la milice et aux jurys des tribunaux.
- 19 février : création à Battle Creek, Michigan, par Will Keith Kellogg de la Battle Creek Toasted Corn Flake Company.
- 12 avril : création du pentecôtisme à Los Angeles.
- 18 avril : à 5h15 du matin, un violent tremblement de terre, estimé à une magnitude 8,5 sur l'échelle de Richter, détruit une partie de la ville de San Francisco et provoque plusieurs incendies qui font au moins 700 victimes  et San Francisco est détruite à 80 %[2].
- 29 juin : loi Hepburn, qui renforce la Commission sur le Commerce inter-États (ICC) habilité désormais à fixer elle-même des tarifs « raisonnables ».
- 30 juin : Pure Food and Drug Act, lois garantissant la pureté des produits pharmaceutiques et alimentaires et renforçant l’inspection des « usines à viandes ».
- Les États-Unis deviennent la troisième puissance navale mondiale.
- Accroissement des importations (de 1600 à 2532 millions de dollars) et des exportations (de 926 à 1991 millions de dollars) entre 1906 et 1914.